# Chinese tijger
De Chinese tijger of Indo-Chinese of Achterindische tijger (Panthera tigris corbetti) is een ondersoort van de tijger die voorkomt in Myanmar, Thailand, Laos, Vietnam en Cambodja.
Deze tijger is kleiner dan de Bengaalse tijger. Zijn vacht is donkerder van kleur en in de buurt van de kop eerder gevlekt dan gestreept. Ze kunnen 280 centimeter lang worden en 180 kilo wegen. Ze jagen op zwijnen, herten en runderen.
Men schat het aantal Chinese tijgers tussen de 1200 en 1800 exemplaren. De ondersoort is in aantal de Bengaalse tijger voorbijgegaan en het is nu de meest voorkomende tijgersoort.
De soort wordt bedreigd door het verdwijnen van zijn leefgebied en stroperij.
De Maleise tijger werd eerst gezien als een gewone Chinese tijger, maar geldt nu als een aparte ondersoort van de tijger. Deze in 2005 ontdekte ondersoort heeft wel dezelfde lengte en gewicht als de Chinese tijger.
Siberische tijger (P. t. altaica) · Noord-Indochinese tijger (P. t. amoyensis) · Balinese tijger (P. t. balica) · Chinese tijger (P. t. corbetti) · Maleise tijger (P. t. jacksoni) · Javaanse tijger (P. t. sondaica) · Sumatraanse tijger (P. t. sumatrae) · Bengaalse tijger (P. t. tigris) · Kaspische tijger (P. t. virgata)